# Detlef Oels
Detlef Oels (* 4. Februar 1965 als Detlef Kuntke in Hamburg, Nickname: Herr Fünfzig) ist ein deutscher Musiker, Komponist und Musikproduzent. Er spielt Gitarre, Keyboard, Geige, Akkordeon und arbeitet auch als Sänger.

## Leben und Wirken
Während der Schulzeit am Gymnasium Bramfeld erhielt Oels Geigen- und Klavierunterricht. Nach dem Abitur und Zivildienst studierte er Schulmusik an der Hochschule für Musik und Theater in Hamburg. Danach begann er als Komponist für Hörspielmusik für den Plattenverlag Europa zu arbeiten. Diese Möglichkeit bot sich ihm, als der Mitbegründer des Verlages und Musikwissenschaftler Andreas Beurmann und dessen Frau Heikedine Körting, eine Hörspielproduzentin, während des Studiums auf ihn aufmerksam wurden. Von 1985 bis 1990 komponierte er weit über 100 Musikstücke für die im Verlag erschienenen Hörspielserien TKKG, Die drei ???, Fünf Freunde, Barbie und andere.
Eine Vielzahl seiner Kompositionen wurden in den Anfangsjahren unter seinem Geburtsnamen Detlef Kuntke veröffentlicht.
Als Produzent ist er vor allem für seine Arbeit mit der Gruppe Norbert und die Feiglinge bekannt. Auf die Gruppe wurde er 1989 als Mitinhaber eines Tonstudios sowie eines eigenen Plattenlabels aufmerksam. Er produzierte u. a. deren größten Erfolg, den Song Manta, der 1990 Platz 7 der deutschen Charts erreichte. Für den Film Manta – Der Film war er Produzent einer Remix-Version des Titels Manta.
Im Jahr 2008 gründeten er und zwei weitere Musiker die Gruppe Big Maggas, in der er bis heute als Keyboarder und Sänger tätig ist. Im Jahr 2013 nahm er anlässlich des Kölner Karnevals mit den Big Maggas das Lied Karneval in Kölle auf, produziert von Mickie Krause.
Neben der Tätigkeit als Instrumentalist und Sänger in verschiedenen Bands komponiert und produziert Detlef Oels auch Musik für Computerspiele sowie Theaterstücke, darunter auch die Musik für das Computerspiel Dime City. Die Komposition neuer Lieder für eine Theaterfassung nach Motiven des Buches Das Dschungelbuch von Rudyard Kipling erfolgte in Zusammenarbeit mit Norbert Bohnsack, der die Texte der Lieder schrieb. Eine regelmäßige Zusammenarbeit mit ihm gibt es, seit Detlef Oels als Produzent für Norbert und die Feiglinge tätig war. Das Theaterstück wurde in den Jahren 2012 und 2013 im Harburger Theater und Altonaer Theater in Hamburg jeweils zu Weihnachten aufgeführt.
Detlef Oels hat seinen Wohnsitz derzeit in Berlin.